# Carpio (motorfiets)
Carpio is een Frans historisch merk van motorfietsen.
De bedrijfsnaam was: Bicycles & Motorcycles G. Carpio, Paris.
De fietsenfabriek Carpio produceerde van 1930 tot 1935 ook lichte motorfietsen. Daarvoor werden 98- en 124cc-Aubier Dunne en Stainless-inbouwmotoren gebruikt.